# 季蘋蘋
季蘋蘋（英語：Liz / Elizabeth Ji Ping Ping，1990年11月1日—），香港女主持及演員，曾為無綫電視基本藝人合約藝員。

## 簡歷
季蘋蘋從小在浙江杭州市長大，2003年至2004年曾赴澳洲悉尼當交換生，2008年則畢業於杭州高級中學；2011年取得浙江大學大眾傳播學學士後，翌年往香港城市大學修讀媒體文化文學碩士課程。2013年碩士畢業後，她加入無綫電視新聞部當新聞編導，2015年便轉任TVB娛樂新聞台國語主播。2017年，她參與無綫電視粵語文化節目《Ben Sir研究院》。，並於同年6月有份演出香港粵語語言學家歐陽偉豪的脱口秀《BEN SIR 開 SHOW》。
2019年，季蘋蘋參與馮小剛監製的民初網絡劇《心宅獵人》，飾演女記者「許雅安」一角。，2021年拍攝內地劇集《家主大人請指教》2025年參演的劉偉強導演的電影《水餃皇后》上映。

## 演出作品

### 劇集
| 首播                 | 劇名                 | 角色                   |
| 無綫電視             |                      |                        |
| 2016年               | 愛·回家之八時入席    | 女 星（第23集）        |
| 2017年               | 與諜同謀             | 遊 客（第19集）        |
| 2017年               | 同盟                 | 台灣主播（第1集）      |
| 2018年               | 宮心計2深宮計        | 宮 婢                  |
| 2019年               | 白色強人             | 少 女（第18集）        |
| 2022年               | 回歸光影頌：我的驕傲 | 內地主持               |
| 2022年               | 白色強人II           | 上海新聞主播（第14集） |
| 2023年               | 香港人在北京         | 萍 萍                  |
| 2024年               | 狀王之王             | 梨 雪                  |
| 愛奇藝               |                      |                        |
| 2019年               | 心宅獵人（網絡劇）   | 許雅安                 |
| 寰亞電影、曼荼罗影视 |                      |                        |
| 未播映               | 家主大人請指教       | 藏木香                 |
| 騰訊視頻（極光TV）   |                      |                        |
| 拍攝中               | 夏花                 | 秘書羅羅               |

|
||水餃皇后||吃漢堡小男孩的年輕媽媽
|}

### 綜藝節目
| 首播            | 節目名                   | 備註           |
| 無綫電視        |                          |                |
| 2015年 - 2023年 | TVB娛樂新聞報道          | 國語主播       |
| 2016年          | 2017 TVB節目巡禮星光晚宴 | 嘉賓           |
| 2017年          | Ben Sir研究院            | 演出           |
| 2017年          | Ben Sir開Show            | 演出           |
| 2017年          | 瘋狂夏水禮2017           | 演出第3、4集   |
| 2017年          | Ben Sir睇樓團            | 主持           |
| 2017年          | 歡樂滿東華 2017          | 演出嘉賓       |
| 2018年          | Ben Sir睇樓團            | 第二輯；主持   |
| 2021年          | 明星運動會               | 演出乒乓球項目 |

### 其他
- 2017年6月23、24日：《BEN SIR 開 SHOW》（脱口秀）嘉賓

## 曾獲獎項與提名
| 年份   | 獎項                                 | 結果 |
| 2017年 | 萬千星輝頒獎典禮2017「最佳節目主持」 | 提名 |

## 外部連結
- 季蘋蘋的新浪微博
- 季蘋蘋的Facebook專頁
- 季蘋蘋的Instagram帳戶